# کبودی بنفش
«کبودی بنفش» (به انگلیسی: Bruise Violet) تک‌آهنگی از گروهٔ موسیقی پانک راک آمریکایی بیبز این توی‌لند می‌باشد که در دومین آلبوم استودیویی آن‌ها تحت عنوان فونتانل (۱۹۹۲) قرار دارد. این ترانه بر روی وینیل ۷" بنفش منتشر شد و دارای نسخه‌های اولیه یا تهیه‌‎نشدهٔ ترانه نبود.